# Jean-Baptiste Servais
Pour les articles homonymes, voir Servais.
Jean-Baptiste Servais, né le 7 octobre 1760 à Differdange et décédé le 27 août 1822 à Luxembourg, est un architecte et homme politique luxembourgeois.
Jean-Baptiste est le bourgmestre de la ville de Luxembourg du 7 février 1803 (18 pluviôse an XI) au 5 avril 1811